# 佐賀市立春日北小学校
佐賀市立春日北小学校（さがしりつ かすがきたしょうがっこう）は佐賀県佐賀市久池井にある公立小学校。

## 概要
歴史
1996年（平成8年）に大和町立春日小学校から分離する形で新設された。現校名になったのは2005年（平成17年）。2026年（令和8年）には創立30周年を迎える。
校訓
「清く 明るく 逞しく」
校章
桜の花弁を背景にして、中央に校名の略称「春北」の文字（縦書き）を配している。
校歌
1996年（平成8年）制定。作詞は吉岡武敏、作曲は下村大知による。歌詞は3番まであり、各番の歌詞中に校名の「春日北小」が登場する。
通学区域
佐賀市大和町のうち、「大字久池井（1～408番地20、410番地1～6、527番地1～128、535番地1～552番地8、1586番地2、1597番地6～10、1839～1867番地、1879～1888番地、1894～1899番地2、1900番地3・4・6・7、1901番地1・2・4～8・10・11、1903番地1・2、1904～1915番地5、1938番地2を除く）、大字梅野（1～293番地2）」。中学校区は佐賀市立大和中学校。

## 沿革
開校前
- 1991年（平成3年）6月 - 大和町立春日小学校規模適正化審議会が設置される。
- 1992年（平成4年）12月 -「大和町立春日第二小学校（仮称）」設置条例を制定。
- 1994年（平成6年）2月 - 敷地を造成。
- 1995年（平成7年）
  - 3月 - 校名が「大和町立春日北小学校」に決定。
  - 6月 - 校舎·給食室が完成。
- 1996年（平成8年）
  - 1月 - 運動場が完成。
  - 3月 - 体育館・プール・屋外集会施設,屋外学習施設等が完成。

開校
- 1996年（平成8年）
  - 4月1日 - 大和町立春日小学校から分離される形で「大和町立春日北小学校」が新設。
  - 4月 - 校旗を制定。
  - 12月 - 校歌を制定。
- 2005年（平成17年）10月1日 - 合併により、「佐賀市立春日北小学校」（現校名）に改称。

## 交通
最寄りの鉄道駅
- JR九州 長崎本線 「佐賀駅」・「伊賀屋駅」

最寄りの幹線道路
- 長崎自動車道 「佐賀大和IC」

## 周辺
- 佐賀市立春日北公民館
- 春日運動広場

## 関連事項
- 佐賀県小学校一覧